# 薩塞克斯公爵夫婦脫離英國王室
薩塞克斯公爵夫婦脫離英國王室是指2020年1月8日薩塞克斯公爵亨利王子與薩塞克斯公爵夫人梅根在Instagram宣佈決定「脫離英國王室資深成員」，並將時間平均分配給英國以及北美洲，進而達成財務自由一事。此事件也稱為梅根脫英（為與的混成詞，對應於英國脫歐的），並廣為全球社群與新聞媒體採用，產生出各式各樣的網路迷因以及衍生出的流行文化。《紐約時報》寫道：「梅根脫英是英國世代與政治分裂的新英國脫歐。」
哈里夫婦脫離皇室導致英國王室於1月13日召開「空前的」會議，被稱為「桑德灵厄姆府峰会」，女王伊麗莎白二世也罕見地對其王室發表個人聲明。由於女王親自處理這場危機，而廣受各界讚揚。1月18日，英國王室發表一項聲明，表明薩塞克斯公爵夫婦將「不再是英國王室的工作成員」，也不再持有「殿下」頭銜，並且未來都不會領取公款。哈里和梅根二人亦會向英國政府償還翻修浮若閣摩爾別墅的240萬英鎊款項。哈里的所有軍銜將會被褫奪，但二人將會保留和「萨塞克斯公爵夫人」封銜，而哈里亦能夠保留他的英國王子身分。這份聲明被廣泛描述為「梅根的硬脫英」。哈里夫妇脱离英国王室的日期定为2020年3月31日。
哈里夫婦脫離皇室標誌著薩塞克斯公爵夫婦脫離了英國王室家庭以及正式的皇家禮儀協定，此後他們計畫成立一個屬於他自己的獨立品牌，最初定名為「薩塞克斯王室」（Sussex Royal）。“Megxit”一詞反映了大量報導所推測的假設，認為梅根是這起事件與宣示的推動者，被認為具有貶義性。亨利王子在事件稍後聲稱他別無選擇。

## 背景

### 宣告
2020年1月8日，薩塞克斯公爵亨利王子與薩塞克斯公爵夫人梅根在他們的Instagram帳號發表聲明，表示他們打算「退出英國王室資深成員」的行列；這篇貼文包含了連至「sussexroyal.com」的連結，並在該網站提供這項決定的進一步聲明。隨後有大量的報導顯示，幾乎沒有任何王室成員（如果有的話）批准或事先知道即將發表的聲明，隨後白金漢宮立即發表聲明，表示「與薩塞克斯公爵夫婦的討論還在初始階段」。
儘管英國王室內部對於這對夫婦的未來似乎已進行數個月的討論，《華盛頓郵報》報導認為這項意料之外的宣告可能起因於《太陽報》洩露了這些對話的可能結果。

### 動機
在發出宣告之後，曾在2019年10月公爵夫婦旅遊非洲期間多次採訪他們的ITV十點新聞主持人湯姆·布拉德比，隨即引用了多個消息來源，說明公爵夫婦一家人在加拿大溫哥華島度過6週聖誕假期時，曾說過他們將不會是「瘦身後英國王室」的一份子，並有可能會把他們「趕出去」。根據《華盛頓郵報》報導，王室傳記作家羅伯特·萊西曾說過查爾斯親王提倡要縮小王室工作成員的規模。
除了布拉德比的说法，也有猜测指部分英国小报敌视公爵夫妇，特别是以种族歧视观点评判梅根，也是两人作出决定的原因。
达成最后的协议后，哈里王子于2020年1月19日发表谈话：
|  | 我为我的妻子和自己做出的离开决定，并不是轻易做出的。历经这么几个月来的谈话及这么多来的挑战，真的没有其他办法了......我必须要接受，知道这不会改变我的身份和我的忠诚度。不过，我们希望这个决定能让你们知道接下来要发生的事情，那继续我会让我的家人们从我所知道的一切事情中抽离，迈向我所向往的更加平和的生活。 |

BBC新闻皇家记者乔尼·戴蒙德（Jonny Dymond）表示，这番谈话的目的是消除所谓的“梅根神话”，是“萨塞克斯公爵夫人渴望他们夫妻过上不同生活的迫切想法”。《卫报》报道指，哈里王子的谈话似乎是要责怪新闻界，认为媒体是“一支强大的部队”。
2021年2月25日，哈里王子在英国脱口秀节目中称，英国有毒的媒体对他和他的家人的负面报道破坏了他的精神健康，使得他和妻子梅根离开英國王室前往美国。

## 名称
英国小报《太阳报》于2020年1月9日率先在头版新闻使用“Megxit”（意为梅根脱英）一词，形容夫妇宣布是意外决定。该词是“Meghan”（梅根）和“exit”（退出）的混成词，仿照英国脱欧的Brexit。几天后，多家英国媒体纷纷采纳该词，认为梅根是声明的幕后推手。英国广播公司新闻也指出另一个词“Sussexit”在社会媒体上也很热门，不过被主流媒体采用的程度不及“Megxit”。
《印度報》指出，1月9日当天英国下议院正式通过鲍里斯·约翰逊历史性的脱欧法案，然而成了哈里王子和他的妻子梅根宣布退出皇室前线职位的注脚，这件事情被叫做“梅根脱欧”，恰恰体现了出它一样是很复杂和分裂的。
媒体上其他代名词的热门程度不及“Megxit”。由于哈里不是君主，也不像爱德华八世和威尔斯王妃戴安娜那样放弃头衔，声明并不象征逊位。夫妇之后在新网站sussexroyal.com上发表的后续声明，表示萨塞克斯公爵夫妇本身并没有“辞任”，还想继续作为其“皇家”慈善机构的赞助人及参加皇室活动，然而君主补助金仅占两人收入5%，剩余95%由查尔斯王子个人拥有的康沃尔公国提供。因此，夫妇使用“退位”一词。
1月15日，《泰晤士报》报道指“梅根脱欧”成了利用该词生产服装和纪念品的商家的摇钱树，再度炒热“Megxit”一词。《纽约时报》认为，“Megxit”和“Brexit”之间的相似之处不只是“巧妙的文字游戏”，也印证了支持夫妇俩、支持留在欧盟的年轻英国自由主义者，以及支持女皇、支持离开欧盟的老年保守主义者两派在舆论上的分歧。
1月19日，《卫报》在评论最终协定时，认为“退步”一词并不恰当，然而夫妇俩并没有“辞职”，也未从皇室“逊位”。英国广播公司认为协议没有最终的赢家，许多报纸的头版都用“梅根脱英”来形容公爵夫妇退出前线皇家人员职位，但他们和其他英国新闻媒体都参照政治术语“硬脱欧”，来形容最终协定是“梅根硬脱英”（hard Megxit）。
1月28日，“梅根脱英”一词变得极为普遍，《金融时报》在增刊《FT Advisor》为税务专业人士撰写了一篇题为《假如你的客户也想学梅根脱英》（What if your client wants to do a 'Megxit'?）的文章。《名利场》也报道布拉德·皮特在第73届英国电影学院奖上做了一个“梅根脱英”的玩笑。
早期“梅根脱英”也是互联网上辱骂萨塞克斯公爵夫人的流行词。自该词于1月9日被用在媒体上，部分消息来源质疑该词的贬义性，认为这是公爵夫人面临敌意的进一步证据。1月17日，《名利场》报道指，尽管“梅根脱英”如今被广泛用来指萨塞克斯公爵夫妇接下来的明智之举，「但事实上，它是由长期以来使用#Megxit作为运动口号，挑起仇视公爵夫人运动的巨魔衍生的」。

## 皇室重组
1月11日，报道指哈里王子未就离开王室的决定咨询女皇伊丽莎白二世，而哈里父亲查尔斯亲王一度“震怒”。独立电视台后来指，女王安排1月13日在桑德灵厄姆府与皇室高级人员进行“紧急会谈”，这次会议被称为“桑德灵厄姆府峰会”。《泰晤士报》推测，由于这次会议决定梅根是“硬脱英”还是“软脱英”，皇室举行如此高规格的会议“实属罕见”。
会后，女皇罕见地亲自发表关于家庭事务的声明，指她的家人们“非常有建设性地讨论了我的孙子和他的家人们的未来”，“全力支持哈利和梅根开启作为年轻家庭的新生活的想法”。声明结尾处，女皇表示同意給予过渡时期，供萨塞克斯公爵夫妇調適在加拿大和英国生活，承诺已要求在未来几天内做出最终决定。女皇的果断处理获得外界的普遍赞扬。
最终协议于1月18日公布。协议表明薩塞克斯公爵夫妇自2020年春季起不再担任英国皇室工作人员，不再使用“殿下”头衔，不再收取纳税人资金，会在北美定居。女皇之后发表第二份亲筆声明，表示承认夫妇二人过去两年来面临着严苛审查所带来的挑战，会全力支持他们过上更独立生活的愿望。她总结：“今天的协议允许他们开始建立一个开心祥和的新生活，而这也是我们全家人的希望。”
尽管声明指协议的完成日期是“2020年春季”，但目前已经公布的细节如下：
主要细节
- 夫妇不再代表女皇。该点与夫妇俩之前在sussexroyal.com上发表声明声称未来会继续履行女皇职责有所不同[63][73]
- 两人在技术层面上会保留皇室头衔（有别于戴安娜王妃和約克公爵夫人莎拉），但不会使用[63][73]
- 两人财务独立，不再获得英国纳税人或国库（英语：exchequer）款项，同时需要返还240万英镑翻新浮若閣摩爾別墅的费用[63]
- 哈里王子正式辞去全部英军职位（包括皇家海军上将（英语：Captain General Royal Marines）），不再在军事典礼上代表皇家[21][74][75]

其他细节
- 夫妇大部分时间会在北美度过[21][75]
- 浮若閣摩爾別墅继续是他们在英国的家，不过要支付“商业租金”[73]
- 夫妇保留私人赞助和组织（包括不可征服运动会（英语：Invictus Games）），但要放弃皇家组织（如英联邦青年大使）[71][75]
- 查尔斯亲王继续提供财务支持[21]

尚未议定
- 夫妇的安保事宜尚未明确，而女皇的声明仅表示会有“完善的独立流程来确定对公共资金安全的需求”[72]
- “萨塞克斯皇室”商标的使用尚未明确[21][75]

1月19日，报道指查尔斯亲王会向夫妇提供“私人财务支持”（非康沃尔公国资金）一整年，给予两人时间建立家庭，解决他们所提议的新生活带来的费用增长的担忧。
1月21日，在温尼伯的记者会上，加拿大总理贾斯汀·特鲁多拒绝透露承担哈利当天返回加拿大所需安保费用的人士。另外，加拿大通讯社证实哈里、梅根和儿子阿奇住在不列颠哥伦比亚省维多利亚北部的一处宅邸。

## 反应

### 英国
英国政府最初于1月8日发表的声明表示了震惊，对夫妇的决定是否经过深思熟虑表示关切，该声明于英国新闻周期循环播放。《华盛顿邮报》指出多个英国民意调查指出公众普遍支持夫妇搬家的愿望，但关心英国国库对夫妇的支持（以及浮若閣摩爾別墅翻新费用）等未来的问题，但对女皇同意两人不出声明表示不满。
英国首相鲍里斯·约翰逊竭力撇清自己与这条新闻的关系：“皇室是这个国家最最伟大的资产，我相信他们会解决这个问题，我不认为我的意见会带来必要的帮助。”NBC新闻引述分析人士，表示夫妇的离开可能会给英国经济带去物质上的影响。消息公布后，杜莎夫人蜡像馆立刻将陈列中的哈里梅根夫妇蜡像连同其他英国皇室成员的搬到一个单独的区域。
1月19日，《每日电讯报》表示夫妇与皇家间的最终协议“可能是梅根脱英的最艰难一步”，该观点等待其他英国消息来源的认同，认为这创下了皇家的历史。《卫报》指“似乎可以预料到的结果，夫妇也许不会是半个人在皇室内，半个人在皇室外的角色”。1月20日，皇家传记作者潘妮·朱诺告诉《纽约时报》，皇家打算阻止半个人在内半个人在外的安排出现，这个方案不可行。1月22日，《卫报》发布波兰插画师安德烈·克劳兹的卡通《脱欧和脱英》，表明“在英国为脱欧做准备的时候，其他欧盟国家都迷住了——而哈里和梅根则开始离开皇家的过渡过程”。

### 加拿大
最初的消息在公爵夫妇和儿子亚奇所在的加拿大获得较为正面的评价。加拿大总理贾斯汀·杜鲁多公开欢迎夫妇，表示加拿大政府会为夫妇承担安保费用。《华尔街日报》则报道：“‘梅根脱英’引发全球骚动，加拿大则耸耸肩”。
渥太华卡尔顿大学新闻和通讯学院教授、记者克里斯·瓦德尔（Chris Waddell）表示，夫妇俩在加拿大当地媒体受媒体审视的程度低于英国，英国小报跟进他们的新闻，代价会更高。卡尔顿大学助理教授菲利普·拉加斯（Philippe Lagassé）之前曾认为任命哈里王子为加拿大国君很容易，他表示皇家夫妇光临该国，会是举国荣光，由此加拿大人的自我感觉会比以往更好。后媒体网络的民意调查认为，61%的加拿大人希望哈里王子成为加拿大总督。《国家邮报》的克里斯·谢利（Chris Selley）对国家层面的回应和民意调查的看法有点偏激，他认为：“萨塞克斯夫妇偷溜到加拿大的可能性，似乎激发了在我们一些人身上休眠的君主主義，或者说至少是对“现代童话故事”的一种赞赏，因而彻底激怒了那些认为君主制怪诞、不合时宜，不能了解其他人不同意他们观点的人士”。被问到对夫妇俩可能搬到加拿大的看法，加拿大君主主義同盟主席指出，这不会改变女皇或其代表（總督及各省省督）在该国的宪法地位。《环球邮报》发表社论，否定了夫妇移居加拿大的想法，表示这打破了加拿大跟英国君主保持距离的一种“无需多言的宪法禁忌”，制造了被远程统治的可能性：“他们会在远处统治，贴近我们的心扉，但背离我们温馨的家。”文章呼吁加拿大政府拒绝搬迁计划。
根据安格斯里德研究所1月15日发布的民意调查，70%的受访加拿大人关心梅根脱英事件的发展。也是在同一次调查中，受访者表示不关心夫妇待在加拿大的时间多不多，而39%的受访者表示欢迎，11%表示不安。最为支持夫妇大部分时间待在加拿大的受访者来自大西洋省和安大略省，而魁北克省的支持者最少。不过，73%的受访者表示安保费用应由夫妇二人承担。截至2020年1月23日，加拿大纳税人联合会的一份在线请愿书已获得9万多个签名，该请愿要求夫妇为自己的安保服务自掏腰包，是该国历史上签名人数增长速度第二快的一次请愿。

### 其他地区
- 1月20日，《PBS新闻一小时》节目播出报道《哈里和梅根脱离英国王室的决定为什么会是英国在竞赛中的十字路口？》，指“梅根脱英表明英国缺乏处理种族问题的能力”，质疑“‘后种族’社会的神话”[102]。
- 1月21日，《南华早报》发表署名梅利莎·史蒂文斯（Melissa Stevens）的评论，称梅根脱英是妇女们和女孩们的胜利，指现代生活中除了当公主，还有很多事情。文章抛出了一个问题：没有皇室的许可，不能大声疾呼，无法擅自行动，一位女性，尤其是自诩女权主义者的女性过上什么样的生活才算满意？[103]
- 1月22日，阿姆斯特朗·威廉姆斯（英语：Armstrong Williams）在《国会山报》发表题为《梅根脱英、特朗普与代际鸿沟》的评论，文章结尾问：如果一个人只关心奥巴马或梅克尔的种族，那么他应该看看所有人都在追求的社会变革。不过如果他只关心自己也身处的社会经济鸿沟，那么他应该知道为什么工人阶级反对他们的意见如此强烈[104]。
- 1月23日，记者迈克尔·巴巴罗（英语：Michael Barbaro）主持《纽约时报》播客“哈里和梅根（还有他们的传奇故事为何如此重要）”，标语是“期待他们会在政治过渡的时刻实现往日帝国的现代化。相反，哈里和梅根走开了”，探讨现代英国的种族、多样化和脱欧问题可能影响了夫妇的决定[105]。
- 1月27日，政治教授艾琳·亨特·波特（英语：Eileen Hunt Botting）在《华盛顿邮报》写观点《梅根脱欧不会让18世纪的政治思想家感到意外》，指出“一场有争议性的全民公投过后，上演了英国脱欧大戏，而梅根脱英戏剧化呈现了一个与之不同，有点深入的民主化形式[106]。”

## 萨塞克斯皇室
1月8日，萨塞克斯公爵夫妇在他们的Instagram帐号上发布了备用的声明，并附上网址sussexroyal.com。据悉，该网站是一个全新的平台，预计会是他们财务独立计划的重要部分，按照夫妇声明将负责发布后续声明。网站由负责在2017年为梅根打造时尚网站“The Tig”加拿大团队打造，于夫妇在加拿大度假时完成。
1月10日，多家报纸报道夫妇正在申请用于衣物和印刷品的“Sussex Royal”（萨塞克斯皇室）商标，不过也有一个意大利的申请人到欧洲申请注册。根据《英国商标法》，“Royal”（皇室）和皇室王冠图像有特殊保护。
《每日电讯报》1月11日报道指夫妇计划于4月份参照奥巴马基金会、克林顿基金会和比尔及梅琳达·盖茨基金会的模式運作“萨塞克斯皇室基金会”，且可能會落腳美國或加拿大。后续报道指夫妇已经向世界知识产权组织提交“萨塞克斯公爵夫妇基金会”（Sussex Royal the Foundation of the Duke and Duchess of Sussex）商标。早在2019年5月，夫妇已经退出了剑桥公爵和公爵夫人主导的皇室基金会，並於同年7月在英國取得商標成立“萨塞克斯皇室基金会”。
《泰晤士报》报道，梅根已经与华特·迪士尼公司签订配音合同，暗示夫妇俩未来可利用他们的名气收益。《商业内幕》杂志援引多位品牌专家，认为夫妇未来会打造价值十亿美元的品牌。
不过，1月18日的最终协定没有明确提到“萨塞克斯皇室”品牌会受到的影响及其是否如预期使用。《卫报》援引皇室来源表示，若是萨塞克斯公爵夫妇未来在削减商业交易的前提下有时仍代表皇室，這对温莎家族和君主制的声誉会造成很大威胁；该报指出，威塞克斯伯爵爱德华王子此前也打算脱离英国皇室以实现经济独立，但没有成功。7月6日，萨塞克斯公爵夫妇送出“萨塞克斯皇室基金会”的解散文件，並於同年10月成立“阿奇威爾基金會”取代其定位。

## 后续发展

### 2020年
2020年2月14日，报道指公爵夫妇已经决定关闭在白金汉宫的办公室，至少15名员工被停职。
2020年2月19日，消息指公爵夫妇会继续履行皇室职责到3月31日，之后会全身而退，不再以女王身份出席活动，但会以所属组织的名义出席各项活动，包括同年4月举行的倫敦馬拉松、5月举行的不屈运动会（这两项活动后来因2019冠状病毒病疫情推迟到2020年10月和2021年举行）。这意味着两人不再使用陛下头衔，哈里原本持有的荣誉军衔也会被取消，两项安排会在1年后的2021年3月重新审视。另外，夫妇两人计划以“萨塞克斯皇室”的品牌创办公司，其中“皇室”一词的使用需要审视，审视结果预计在品牌正式发布时公布。两天后，两人确认不会在“任何国家或地区”使用“萨塞克斯皇室”品牌，暂停相关商标申请。发言人表示会创办一个非营利组织，同时会继续与现有的赞助方合作。
2020年2月27日，加拿大公共安全和应急准备部长大臣比尔·布莱尔发表声明称，考虑到萨塞克斯公爵和公爵夫人被列为全球保护人士，加拿大有义务在需要的时候提供安全协助。应伦敦警察厅请求，皇家加拿大骑警自2019年11月公爵和公爵夫人抵达加拿大时就已经提供协助。声明表示加拿大方面的协助会在3月31日，也就是夫妇二人变更皇室地位时到期。在温哥华岛停留五个月期间，哈里和梅根受到倫敦警察廳和皇家加拿大騎警密切保护，共花费加拿大纳税人56384加元。2020年2月，退出王室的谈判结束，哈里和梅根从个人网站删掉“全球保护人士”一词。
2020年3月，报道指两人已搬到美国。针对美国总统唐纳德·特朗普称美国政府不会为两人的安保买单，两人的发言人表示“没计划请求美国政府提供保护”。两人来到加州的头几个月，演员泰勒·派瑞把自己在比佛利山的一间安全屋借给他们用，直至有其他解决办法。最终美国私人安保公司盖文·德·贝克安保与夫妇俩签订安保合同。
2020年3月30日，夫妇俩表示即日起弃用“萨塞克斯皇室”名义的Instagram账户及网站。此外，报道指两人在白金汉宫的办公室关闭后，一支新的团队会负责两人的公关及在美国的慈善事业，具体由阳光萨克斯负责公关，比尔及梅琳达·盖茨基金会的前员工凯瑟琳·圣劳伦（Catherine St. Laurent）担任幕僚长，打理两人的非营利机构。
2020年4月6日，报道指夫妇俩开始就设立一个新的非营利机构准备文书工作。新机构名为“阿奇威尔”，名字取自两人的大儿子阿奇。
2020年4月20日，夫妇俩宣布不再与《每日邮报》、《英国》、《每日镜报》、《每日快报》等英国小报合作。
2020年7月，夫妇俩在加州蒙特西托买下一间豪宅，据说是用作新家。不过皇室记者奥米德·斯考比和卡罗琳··杜兰（Carolyn Durand）后来透露该房产只是用来抵押新家。2020年9月，哈里公爵全额还清浮若阁摩尔别墅的翻新费用，价格约240万欧元。2020年11月和12月，哈里的堂妹尤金妮郡主和丈夫傑克·布魯斯班克在浮若阁摩尔别墅住了六个礼拜。

### 2021年
2021年2月15日，美国哥伦比亚广播公司透露夫妇二人会接受奧花·雲費的专访。梅根会在采访中谈论“走进皇室的身份、婚姻、母亲身份、慈善工作，以及如何在舆论的庞大压力下处理生活”。哈利会和他们一起“谈论移居美国的经历，以及对不断壮大的家庭的憧憬和梦想”。
2021年4月，根据依照《信息自由法》请求披露的数据，圣巴巴拉县警长办公室于2020年7月至2021年2月间接到大量电话，这些电话被标记为电话请求、警报激活及入室犯罪，全部和夫妇两人在蒙特西托豪宅的安全问题有关。同样在4月，《每日电讯报》称哈里和梅根一年前和现已倒闭的流媒体平台Quibi接洽，谈论一些“非常好的提议”。2019年，夫妇两人和杰弗瑞·卡森伯格及其他高管接洽，希望推出每集10分钟的节目。

### 2022年
2022年1月，消息指哈里自2021年9月起与英国内政部打官司，抗议对方拒绝他自费聘请英国警方保护。代表律师表示哈里在桑德灵厄姆峰会（Sandringham Summit）期间就这样提议，但遭到驳回。自从他离开皇室之后，皇家及贵宾执行委员会（Royal and VIP Executive Committee）把他列入“例外类别”，也就是说英国警方未来提供保护的时候需要考虑他每次来英国的原因、情况及任务。在收到哈里和内政部要求不公开处理案件的申请后，英国高等法院于2022年3月宣布将案件的部分内容列为保密。针对哈里律师团队将判决书副本发给不是律师的人，案件主审法官斯威夫特表示“完全不能接受”。后来据律师披露，哈里曾经提出自费聘请安保，但这个提议没有传达到皇室委员会；与哈里关系极为紧张的女王私人秘书爱德华·杨爵士据称完全不知道自己是委员。内政部律师团队表示哈里与皇室的紧张关系与哈里身份变更毫无关系，哈里与委员会交涉不会有效果。2022年7月，法官斯威夫特批准对哈利的部分索赔进行司法审查。
2022年4月，夫妇两人在去荷兰出席不屈运动会的途中顺道回到英国，会见了女王和查尔斯亲王，是两人两年来首次回英国。在此之前，哈里两次独自回英国，一次是2021年4月回国出席菲臘親王的葬礼，一次是2020年7月会国为母亲戴安娜王妃的塑像揭幕。2022年6月，夫妇俩出席女王登基白金禧纪念国家感恩礼拜。2022年9月，夫妇俩在英国曼彻斯特、伦敦及德国杜塞尔多夫出席慈善活动。
2022年5月，圣巴巴拉县警察局两次收到夫妇两人的家被非法入侵的报警，两起案件间隔12天。到2022年7月，两人在加州的住所已经发生六起安全事件，其中一次是误报。2022年8月，哈里起诉内政部和倫敦警察廳，目标推翻皇家及贵宾执行委员会此前禁止国家安保力量在付费情况下向私人提供安保的决定。2022年11月，英国第四台新聞专访之前在国家警察局长委员会负责反恐警务网络的尼尔·巴苏，确认梅根和哈里受到威胁，其中部分已经调查完毕并起诉。

### 2023年
2023年3月，薩塞克斯公爵哈里王子出版回忆录《备胎》后，白金汉宫下令将哈里夫妇驱逐出浮若閣摩爾別墅，以把别墅转交给安德鲁王子居住。

## 外部連結
- 薩塞克斯公爵夫婦的聲明 （页面存档备份，存于）
- 网络流行大百科（英语：Know Your Meme）的Megxit （页面存档备份，存于） 条目
- Dictionary.com：What does Megxit mean? （页面存档备份，存于）
- 柯林斯英语词典解释Megxit （页面存档备份，存于）